# Jerzy Kowalski (żużlowiec)
Jerzy Kowalski (ur. 5 stycznia 1944, zm. 22 sierpnia 1978) – polski żużlowiec.
Sport żużlowy uprawiał w latach 1961–1978, przez całą karierę reprezentując barwy klubu Unia Leszno. 
Trzykrotny medalista drużynowych mistrzostw Polski: srebrny (1977) oraz dwukrotnie brązowy (1975, 1976). Czterokrotny finalista indywidualnych mistrzostw Polski (Rybnik 1969 – XV miejsce, Bydgoszcz 1972 – XVI miejsce, Częstochowa 1975 – jako rezerwowy, Gorzów Wielkopolski 1976 – X miejsce). Finalista turnieju o "Srebrny Kask" (1966 – VII miejsce). Dwukrotny finalista turniejów o "Złoty Kask" (1973 – XII miejsce, 1976 – VI miejsce). Zwycięzca memoriału Alfreda Smoczyka (Leszno 1968), jak również zdobywca III miejsca (Leszno 1969). Zdobywca III miejsca w memoriale Zbigniewa Raniszewskiego (Bydgoszcz 1968).
Zmarł 10 dni po wypadku, któremu uległ 12 sierpnia 1978 r. podczas treningu na torze w Lesznie, nie odzyskawszy przytomności.